# Barbate
Barbate ist eine Stadt an der Costa de la Luz in Südspanien, etwa 66 km südöstlich von Cádiz und 20 km nordwestlich von Tarifa an der Atlantikküste nahe der Straße von Gibraltar. Städte und Dörfer in unmittelbarer Umgebung sind Vejer de la Frontera, Zahara de los Atunes und Los Caños de Meca. Etwa 10 km westlich befindet sich das Kap Trafalgar.
Der frühere Name Barbate de Franco, nach dem spanischen Diktator und General Francisco Franco (1892–1975), ist kaum noch in Gebrauch. Am 7. März 1998 wurde der Beiname abgeschafft.

## Wirtschaft
Hauptwirtschaftsfaktor war lange Zeit der Thunfischfang. Barbate war traditionell eines der Zentren des traditionellen Thunfischfangs mit auf dem Meeresgrund verankerten Stellnetzen (Almadraba). Durch den Rückgang der Fischerei ist die Arbeitslosigkeit angestiegen, wodurch insbesondere Jugendliche im Drogenschmuggel (besonders Haschisch) aus Marokko eine Einnahmequelle sehen. Im Jahre 2012 erreichte die Arbeitslosigkeit mit 55,07 % einen bisherigen Höchststand, lag aber auch noch im Dezember 2021 mit niedrigeren 40,70 % dennoch so hoch wie in keiner anderen Gemeinde in Spanien mit über 1000 Einwohnern.
Der Fremdenverkehr spielt nur eine untergeordnete Rolle. Überwiegend sind es die Spanier selbst, die nach Barbate reisen. In den Hochsaisonmonaten Juli und August ähnelt Barbate dennoch einem typischen spanischen Badeort. Am Strand von Barbate mussten aufgrund von Problemen mit der Wasserqualität wiederholt Badeverbote ausgesprochen werden.

## Klima, Natur und Landschaft
Das Klima ist durch den Atlantik typisch maritim und mediterran. Selbst im Winter fallen die Tagestemperaturen kaum unter 15 °C und die Werte im August übersteigen kaum 32 °C.
Landschaftliche Besonderheiten liegen speziell in der Umgebung Barbates: felsige Buchten und ausgedehnte Sandstrände umgeben von ausgedehnten Pinienwäldern im Nordwesten (La Breña) und dem Marschland (Marismas) im Südosten, die unter Naturschutz stehen.
Westlich ragt das Kap Trafalgar (Cabo T.) in den Atlantik.

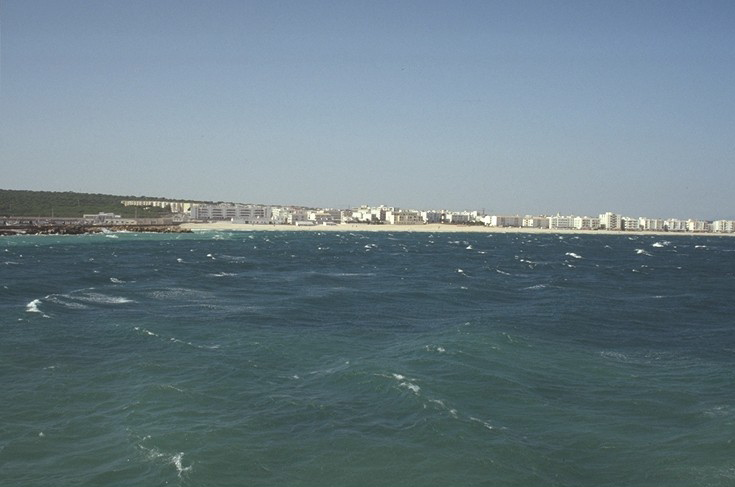
Meer vor dem Strand von Barbate
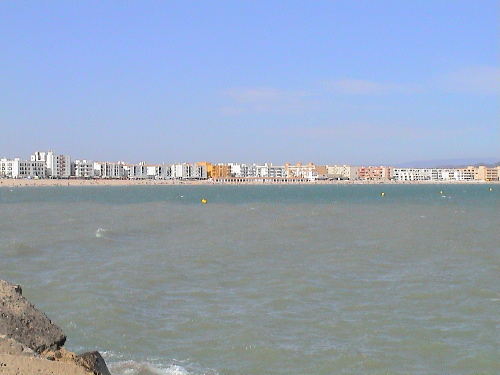
Playa del Carmen
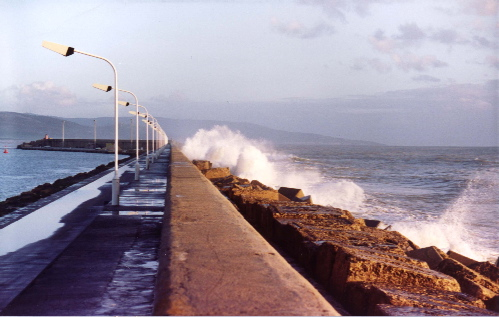
Hafenmauer von Barbate
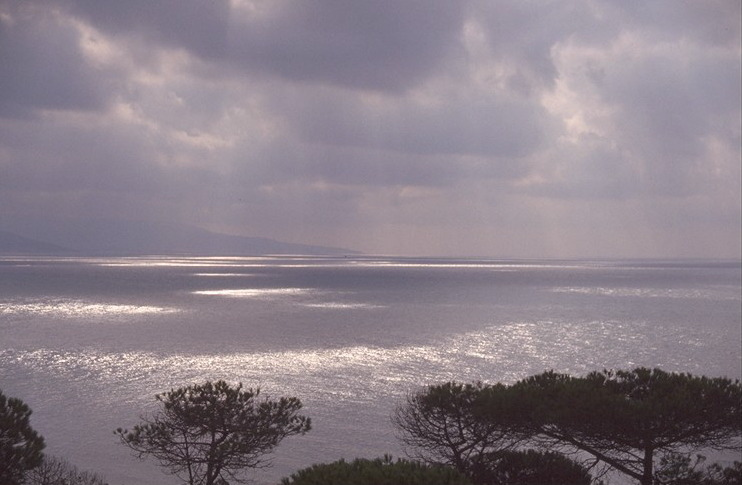
Atlantik umgeben von Pinien
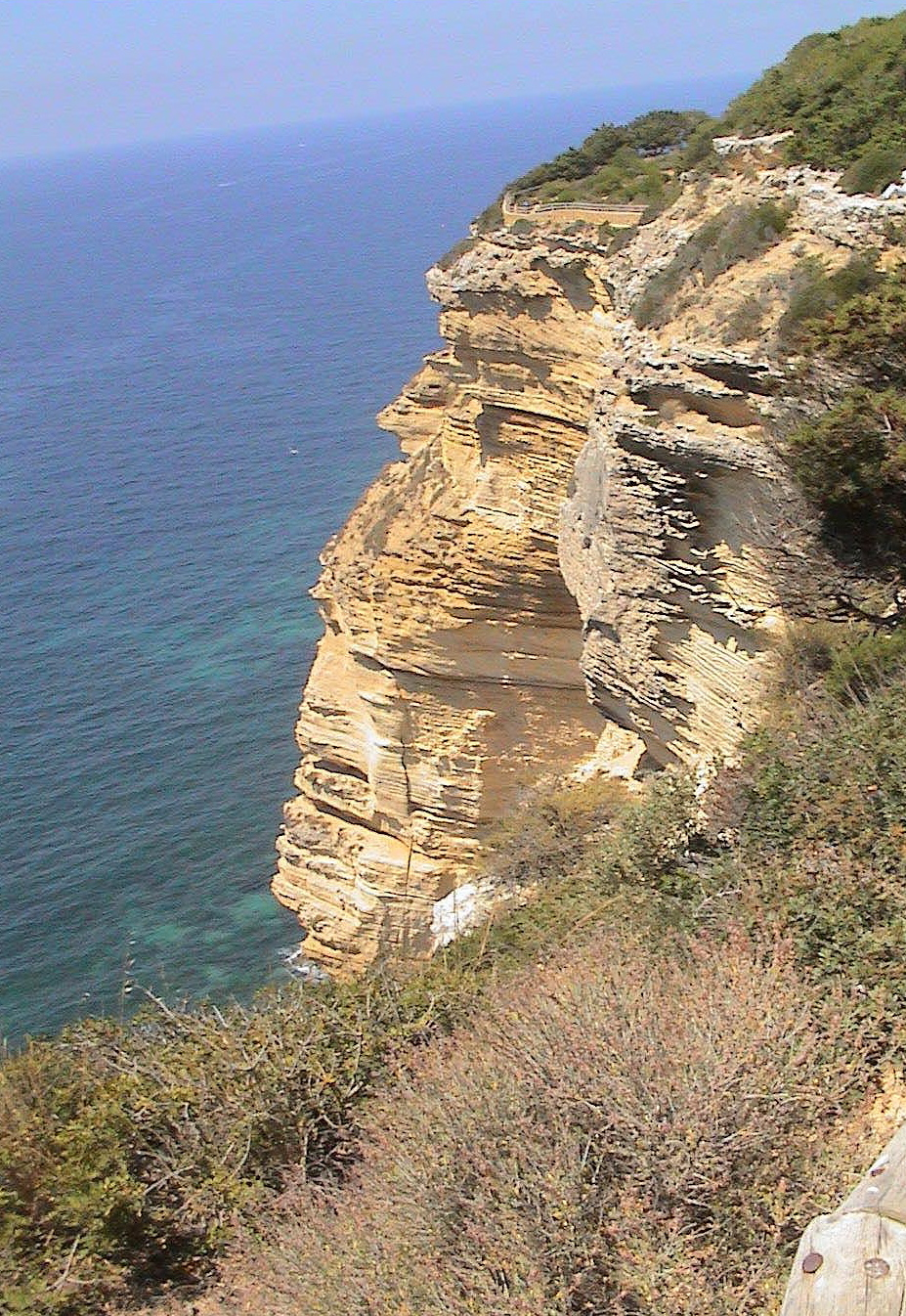
Felsige Bucht in der Nähe von Barbate
Sonnenuntergang
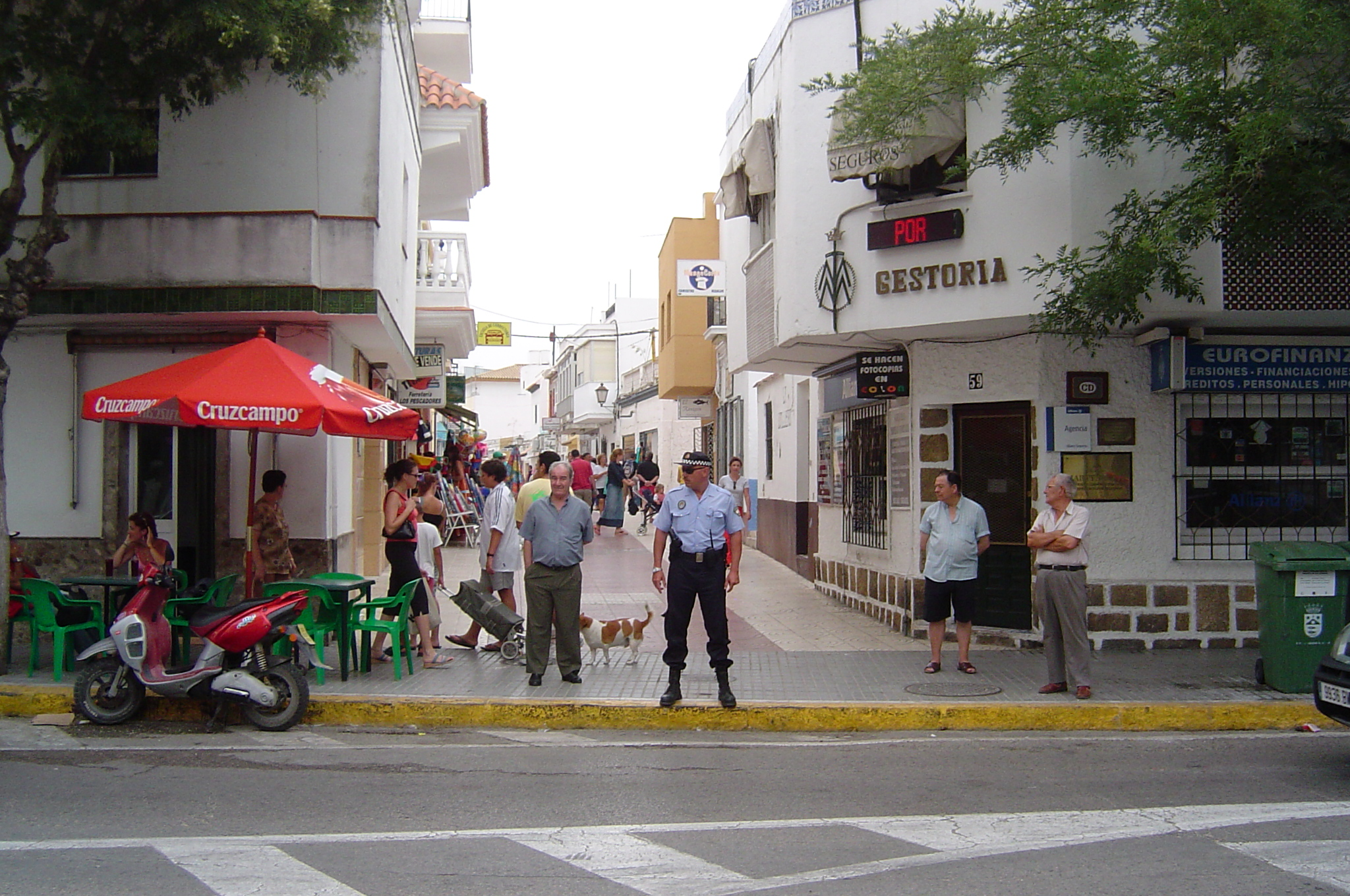
Straßenszene
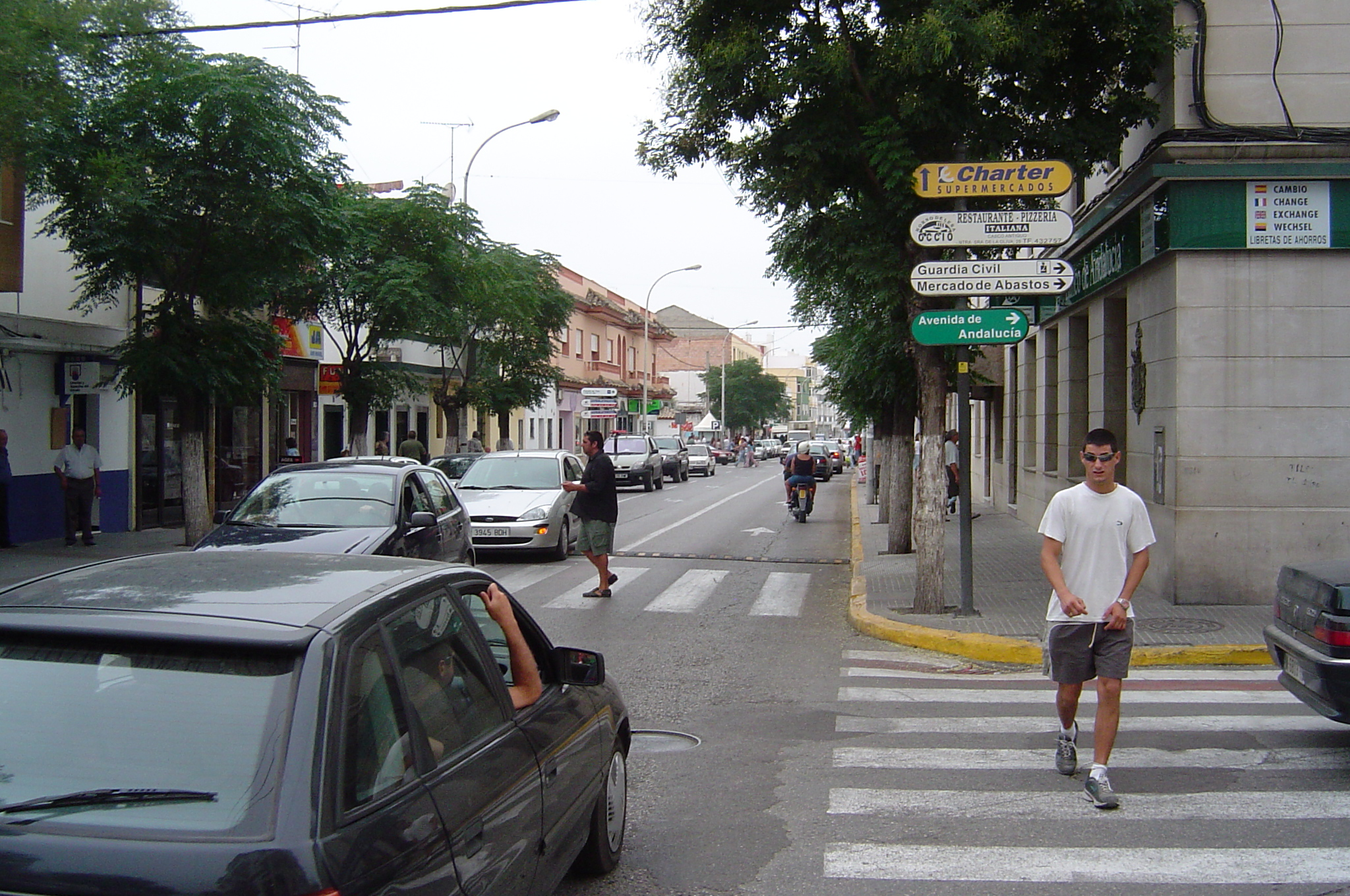
Straßenszene
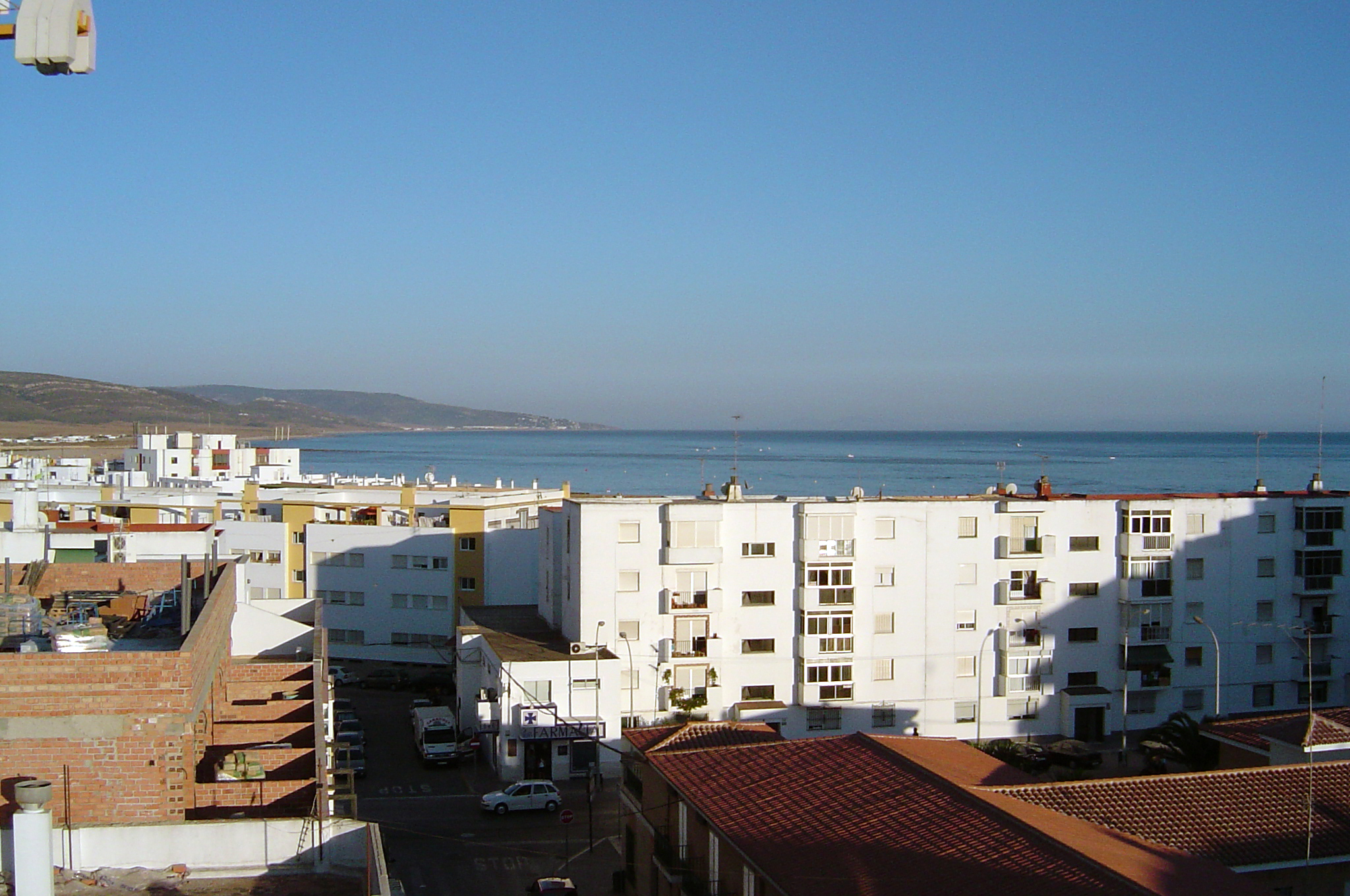
Über den Dächern
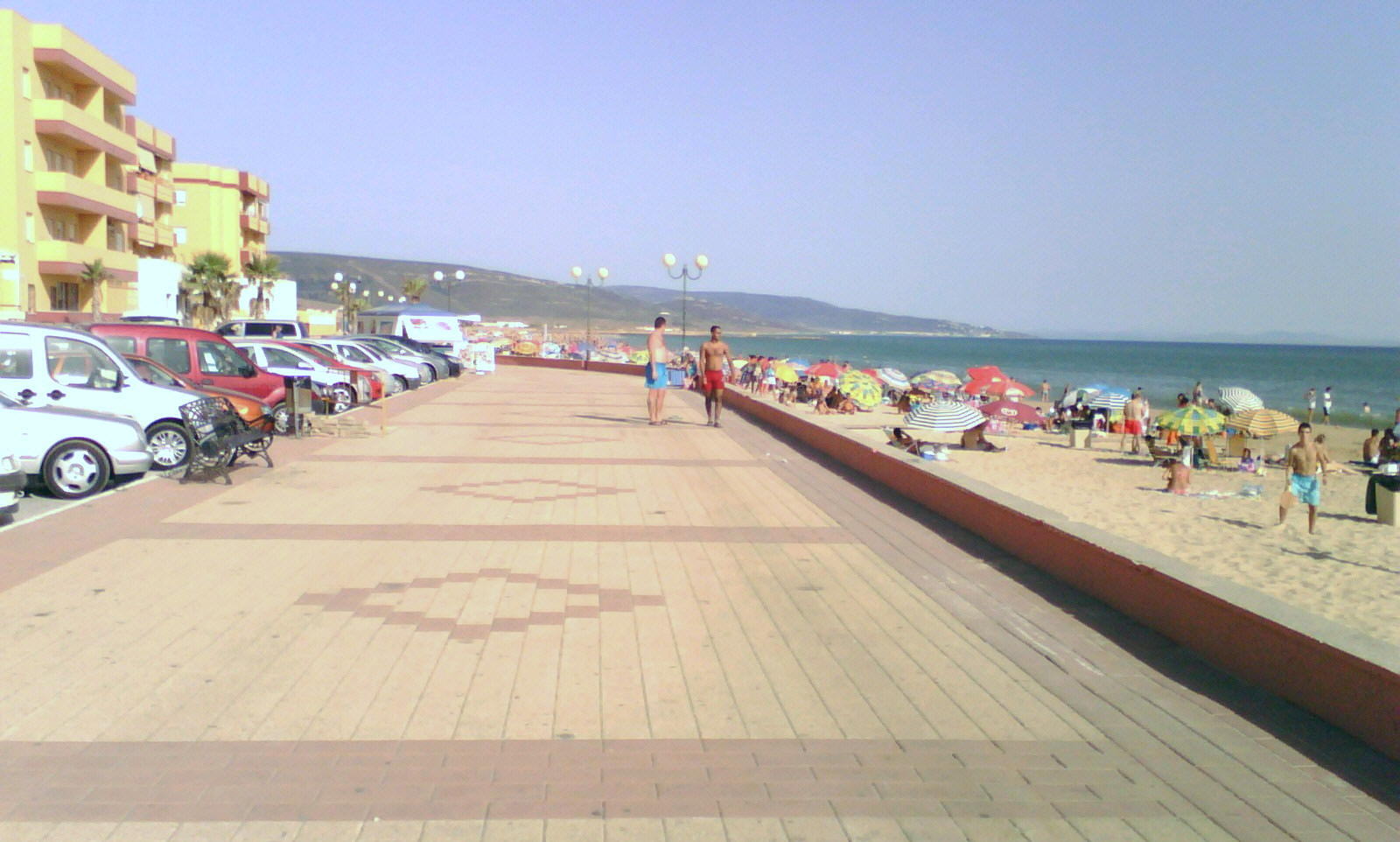
Strandpromenade

## Persönlichkeiten
- Tito Alcedo (* 1958), Gitarrist
- María Rosa Castillo Varó (* 1974), Fußballspielerin
- Miguel Molina Chamorro (* 1972), Politiker, Bürgermeister von Barbate
- Francis (* 1981), Fußballspieler
- Nono García (* 1959), Gitarrist
- Bryan Gil (* 2001 in L’Hospitalet de Llobregat, als Kind nach Barbate gezogen), Fußballspieler
- Melli (* 1984), Fußballspieler
- Mori (* 1951), Fußballspieler
- Pejiño (* 1996), Fußballspieler
- Francisco Rivera Pérez (1948–1984), Stierkämpfer